# Francisco Palacios (futbolista)
Francisco Palacios Alleyne (Panamá; 5 de marzo de 1996) es un futbolista panameño. Juega como defensa y su equipo actual es el San Francisco F. C. de la Liga Panameña de Fútbol. Es internacional con la Selección nacional de Panamá.
De la mano del técnico Julio Dely Valdés, Palacios fue convocado en la selección nacional para jugar la Copa Oro 2019.

## Trayectoria

### Millenium Universidad de Panamá
Inició su carrera como futbolista en las filas del Club Millenium quien era conocido Millenium Barraza, posteriormente luego de un convenio con la Universidad de Panamá, pasó a llamarse Millenium Universidad de Panamá (Millenium UP, por sus siglas) y disputó la Liga de Ascenso de Panamá.

### San Francisco F. C.
Fue fichado por el San Francisco en el año 2013. Es el primer capitán desde el 2018.

## Selección nacional
Debutó con la selección de fútbol de Panamá el 18 de abril de 2018 en un partido amistoso contra la selección de fútbol de Trinidad y Tobago, en la victoria 0-1 en Puerto España.

### Goles internacionales
| Núm. | Fecha              | Lugar                             | Rival   | Gol  | Resultado | Competición               |
| ---- | ------------------ | --------------------------------- | ------- | ---- | --------- | ------------------------- |
| 1    | 6 de junio de 2021 | Estadio Rod Carew, Panamá, Panamá | Anguila | 0-13 | 0-13      | Eliminatoria Mundial 2022 |

## Estadísticas
Actualizado al 11 de febrero de 2022.
| C. F. Millenium UP · Panamá | 2ª                  | 2010-11             | Desconocido | Desconocido | - | - | - | - | 0   | 0 | 0,00 |
| C. F. Millenium UP · Panamá | 2ª                  | 2011-12             | Desconocido | Desconocido | - | - | - | - | 0   | 0 | 0,00 |
| C. F. Millenium UP · Panamá | 2ª                  | 2012-13             | Desconocido | Desconocido | - | - | - | - | 0   | 0 | 0,00 |
| C. F. Millenium UP · Panamá | Total               | Total               | 0           | 0           | 0 | 0 | 0 | 0 | 0   | 0 | 0,00 |
| San Francisco FC · Panamá | 1ª                  | 2013-14             | 27          | 0           | - | - | - | - | 27  | 0 | 0,00 |
| San Francisco FC · Panamá | 1ª                  | 2014-15             | 32          | 0           | - | - | - | - | 32  | 0 | 0,00 |
| San Francisco FC · Panamá | 1ª                  | 2015-16             | 30          | 0           | 6 | 0 | 3 | 0 | 36  | 0 | 0,00 |
| San Francisco FC · Panamá | 1ª                  | 2016-17             | 32          | 1           | 2 | 0 | - | - | 34  | 1 | 0,03 |
| San Francisco FC · Panamá | 1ª                  | 2017-18             | 35          | 3           | - | - | - | - | 35  | 3 | 0,08 |
| San Francisco FC · Panamá | 1ª                  | 2018-19             | 32          | 0           | - | - | - | - | 32  | 0 | 0,00 |
| San Francisco FC · Panamá | 1ª                  | 2019                | 15          | 0           | - | - | 2 | 0 | 17  | 0 | 0,00 |
| San Francisco FC · Panamá | 1ª                  | 20                  | 17          | 0           | - | - | 1 | 0 | 18  | 0 | 0,00 |
| San Francisco FC · Panamá | 1ª                  | 2021                | 28          | 1           | - | - | - | - | 28  | 1 | 0,04 |
| San Francisco FC · Panamá | 1ª                  | 2022                | 2           | 0           | - | - | - | - | 2   | 0 | 0,00 |
| San Francisco FC · Panamá | Total               | Total               | 250         | 5           | 8 | 0 | 6 | 0 | 261 | 5 | 0,19 |
| Total en su carrera | Total en su carrera | Total en su carrera | 250         | 5           | 8 | 0 | 6 | 0 | 261 | 5 | 0,19 |
| (1)Incluidos los datos de la Copa Cable Onda Satelital (2015, 2016-17) y Torneo de Copa (2018-19). (2)Incluidos los datos de la Liga de Campeones de la Concacaf (2015-16) y la Liga Concacaf (2019, 2020). |                     |                     |             |             |   |   |   |   |     |   |      |

## Palmarés

### Campeonatos nacionales
| Título                  | Club             | País   | Año  |
| ----------------------- | ---------------- | ------ | ---- |
| Liga Panameña de Fútbol | San Francisco FC | Panamá | 2014 |

### Copas Nacionales
| Título         | Club             | País   | Año  |
| -------------- | ---------------- | ------ | ---- |
| Torneo de Copa | San Francisco FC | Panamá | 2015 |

- Datos: Q53521824
- Multimedia: Francisco Palacios (footballer) / Q53521824